# Deir al-Azab
Deir al-Azab és un monestir modern d'Egipte que és molt visitat pels coptes d'Egipte, i està situat a pocs quilòmetres d'el Faium, a la carretera a Bani Suef. Té un famós altar conegut per Anba Abraham, del nom de l'Abraham bisbe de Faium i Guiza al segle xix que fou declarat sant per l'església copta.